# Бруксайд (Огайо)
Бруксайд (англ. Brookside) — селище (англ. village) в США, в окрузі Бельмонт штату Огайо. Населення — 538 осіб (2020).

## Географія
Бруксайд розташований за координатами 40°4′15″ пн. ш. 80°45′39″ зх. д. / 40.07083° пн. ш. 80.76083° зх. д. (40.070945, -80.760847).  За даними Бюро перепису населення США в 2010 році селище мало площу 0,46 км², з яких 0,45 км² — суходіл та 0,01 км² — водойми.

## Демографія
Згідно з переписом 2010 року, у селищі мешкали 632 особи в 282 домогосподарствах у складі 193 родин. Густота населення становила 1382 особи/км².  Було 305 помешкань (667/км²).
Расовий склад населення:
| - 96,2 % — білих - 1,9 % — чорних або афроамериканців - 0,5 % — корінних американців |

До двох чи більше рас належало 1,3 %. Частка іспаномовних становила 0,3 % від усіх жителів.
За віковим діапазоном населення розподілялося таким чином: 19,1 % — особи молодші 18 років, 63,2 % — особи у віці 18—64 років, 17,7 % — особи у віці 65 років та старші. Медіана віку мешканця становила 44,5 року. На 100 осіб жіночої статі у селищі припадало 93,9 чоловіків;  на 100 жінок у віці від 18 років та старших — 88,6 чоловіків також старших 18 років.
Середній дохід на одне домашнє господарство  становив 51 571 долар США (медіана — 42 639), а середній дохід на одну сім'ю — 51 674 долари (медіана — 44 306). За межею бідності перебувало 16,4 % осіб, у тому числі 22,4 % дітей у віці до 18 років та 13,4 % осіб у віці 65 років та старших.
Цивільне працевлаштоване населення становило 301 осіб. Основні галузі зайнятості: роздрібна торгівля — 24,3 %, освіта, охорона здоров'я та соціальна допомога — 16,3 %, будівництво — 10,6 %, науковці, спеціалісти, менеджери — 9,0 %.